# Acridoxeninae
Acridoxeninae és una subfamília d'insectes ortòpters de la família Tettigoniidae. Té un sol gènere Acridoxena, que és monotípic, la seva única espècie Acridoxena hewiana, és originària d'Àfrica.Actualment, se situa a la tribu Acridoxenini de la subfamília Mecopodinae; anteriorment es trobava a la subfamília Acridoxeninae.